# Adelonema
Adelonema, biljni rod iz porodice kozlačevki raširen po tropskoj Americi, od Kostarike na jug do Brazila i Bolivije. Postoji 16 priznatih vrsta
Tipična je vrsta A. erythropus (sin. Philodendron erythropus)

## Vrste
1. Adelonema allenii (Croat) S.Y.Wong & Croat
2. Adelonema crinipes (Engl.) S.Y.Wong & Croat
3. Adelonema erythropus (Mart. ex Schott) Schott
4. Adelonema hammelii (Croat & Grayum) S.Y.Wong & Croat
5. Adelonema kvistii (Croat) S.Y.Wong & Croat
6. Adelonema mofflerianum (Croat & Grayum) S.Y.Wong & Croat
7. Adelonema orientale Croat
8. Adelonema palidinervium Croat
9. Adelonema panamense Croat & Mansell
10. Adelonema peltatum (Mast.) S.Y.Wong & Croat
11. Adelonema picturatum (Linden & André) S.Y.Wong & Croat
12. Adelonema roezlii (Mast.) S.Y.Wong & Croat
13. Adelonema speariae (Bogner & Moffler) S.Y.Wong & Croat
14. Adelonema wallisii (Regel) S.Y.Wong & Croat
15. Adelonema wendlandii (Schott) S.Y.Wong & Croat
16. Adelonema yanamonoense Croat & Mansell